# Segunda cita
Segunda cita es el decimoséptimo álbum del cantautor cubano Silvio Rodríguez.
Segunda cita se gestó para el año 2009, año del 50 aniversario de la Revolución cubana y por ello está dedicado a la misma. Su título hace referencia a un disco anterior de Silvio Rodríguez que se titula Cita con Ángeles editado en el año 2003 en donde criticaba la situación internacional surgida en torno a la guerra de Irak. En este álbum  participa, como él mismo dice, en el debate de los problemas que tiene Cuba. En la rueda de prensa que dio en la Sala Che Guevara de la Casa de las Américas el 26 de marzo de 2010 lo expone así; 

Y no, el mundo es el mundo de los vivos y el futuro es el futuro de la vida. Quizás este disco no sea tan controvertido desde el punto de vista del debate internacional, como lo fue Cita con ángeles. Casi todas las canciones de Cita con Ángeles yo las hice en un mes y medio, una cosa así, y fue la conmoción que tuve por la agresión a Iraq, tanto que hubo un momento que tuve que quitar canciones, porque el disco era demasiado sangriento. Sí, sí, yo dije, bueno se van a querer suicidar los que escuchen esto, y tuve que aflojar y poner otros temas para suavizar un poco. Pero lo que decía es que quizás este disco no sea en ese sentido internacionalmente tan controvertido, pero yo creo que sí puede ser controvertido nacionalmente. Porque es un disco que está prácticamente vuelto hacia nuestra realidad, hacia los problemas de nuestra realidad, los conflictos que todos sabemos que hay, y bueno son ideas que como siempre un cantor lanza para participar de esa manera en el debate.

Los temas que componen el disco fueron compuestos en los años 2007 y 2008, la grabación se realizó en el 2009 y está basada en un trío jazzístico acústico al cual se añade en algunas ocasiones una guitarra o una flauta. El trío se compone de piano, que toca   Roberto Carcasés, contrabajo tocado por  Feliciano Arango y batería tocada por Oliver Valdés. Junto a estos aparecen algunos otros músicos jóvenes que estaban a punto de acabar sus estudios o los acababan de terminar muy recientemente. La técnica la controla Ojalá, con Olimpia Calderón. Juan Mario y Enzo.
La temática de las 12 canciones que componen el álbum es variada. Por un lado Silvio quiere tener voz en el debate nacional cubano sobre la situación del país y los caminos de la Revolución, por otro homenajea a varios personajes relevantes de la cultura hispana. Con San Petersburgo hace homenaje a García Márquez, Demasiado está dedicada a César Portillo de la Luz. Víctor Heredia tiene su obra Lo cierto musicada y cantada por Silvio Rodríguez y Violeta Parra está presente en Carta a Violeta Parra.
Está dedicado al "medio siglo del triunfo de la revolución de 1959 y a los bicentenarios de Edgar Allan Poe y Charles Darwin". La grabación y la mezcla se realizó entre octubre de 2008 y junio de 2009 en los estudios de Ojalá en La Habana.

## Lista de canciones
1. Toma, una canción que intenta dar. - 3:26
2. Tonada del albedrío, ante las tergiversaciones del significado del sacrificio de Che Guevara y el remarque de su idea de que "el socialismo no pretende intelectuales asalariados al pensamiento oficial. - 4:22
3. Carta a Violeta Parra, homenaje a Violeta Parra. - 4:19
4. San Petersburgo, Gabriel García Márquez es homenajeado aquí, basada en una historia del escritor de Colombia. - 3:33
5. Demasiado, dedicada al "el filósofo del bolero", a César Portillo de la Luz. - 3:28
6. Sea señora, un voto a la evolución política en Cuba sin olvidar los fundamento de la misma. - 3:14
7. El gigante, la idea de José Martí "Nada hay más importante que un niño". - 3:25
8. Huracán, surge de los tres ciclones que asolaron la isla en la temporada del año 2008. - 4:41
9. Bendita (yo fui una vez), compuesta para el documental Mujeres de la guerrilla de Consuelo Elba. - 6:07
10. Segunda cita, la decisión de ir contra la mayoría hace que uno tenga la responsabilidad de avanzar. Cuba, como Prometeo, desafió los designios olímpicos entregados al fuego de los mortales. - 4:54
11. Trovador antiguo, melancolía a lo pasado. - 7:27
12. Dibujo en el agua II, inspirada por el epitafio de John Keats "Aquí yace uno cuyo nombre fue escrito en el agua". - 3:19

## Músicos
- Silvio Rodríguez: Guitarra, voz y coros. Arreglos (1 y 12), diseño de vientos en El Gigante.
- Roberto Carcassés: Piano, coro y arreglos (2, 3, 4, 5, 6, 7, 8, 9, 10, 11).
- Feliciano Arango: Contrabajo.
- Oliver Valdés: Batería y percusión.
- Niurka González Núñez: Flauta y clarinete.
- Haydeé Milanés Álvarez: Voz en Segunda Cita y coros.
- Nelvis Estévez Guzmán: Coros.
- Adel González Gómez: Tumbadoras.
- José Carlos Acosta Embale: Saxofón tenor.
- Juan Carlos Martín Esósegui: Trombón.
- Julio Padrón Veranes: Trompeta.
- Alexander Abreu Manresa: Trompeta.
- Liliana Serrano Fernández: Violín.
- Elizabeth Herrera Rodríguez: Violín.
- Julio Valdés Fuentes: Violín.
- Silvio Duquesne Roche: Violín.
- Anolan González Morejón: Viola.
- Yosmara Castañeda Valdés: Viola.
- Denise Hernández Raveiro: Chelo.
- Carolina Rodríguez de Armas: Chelo.

## Créditos
- Grabación: Ing. Olimpia Calderón
- Mezclas: Silvio Rodríguez y Olimpia Calderón
- Asesor: Ing. Jerzy Belc
- Asistente: Ernesto Estrada García
- Masterización: Victor Cicard
- Administrador: Juan Mario Chávez
- Fotos: SRD
- Diseño: Moltó

- Producción y dirección generales: Silvio Rodríguez Domínguez